# Moritz von Bomhard
Moritz von Bomhard (9 juin 1908 – 23 juillet 1996) est un chef d'orchestre, producteur d'opéra, compositeur et pianiste américain d'origine allemande. Formé à Leipzig, il s'est installé aux États-Unis en 1935 et est devenu citoyen américain en 1942. Bomhard a fondé en 1952 le Kentucky Opera, qu'il a dirigé et conduit  jusqu'à sa retraite en 1982.

## Jeunesse
Né à Munich, Bomhard est l'un des trois enfants de Johanna et Ernst von Bomhard, ingénieur industriel. Il a fait des études de droit à l'Université de Leipzig mais a aussi obtenu un diplôme de musique au Conservatoire de Leipzig. Il y a rencontré Leila Atkinson, une violoncelliste née dans le Kentucky qui deviendra sa première épouse. En 1935, ils s'installent ensemble à New York, où Bomhard étudie la direction d'orchestre grâce à une bourse de la Juilliard School. En 1937, il occupe un poste d'enseignant à l'Université de Princeton, ce qui lui permet de diriger à la fois l'orchestre et le glee club (en) (chœur) de l'université. Pendant son séjour à Princeton, il a composé trois symphonies, un concerto pour cordes et des pièces de musique de chambre, de piano et vocale. Il a aussi complété ses revenus en coachant des chanteurs et des chorales et en enseignant le piano en privé,,.
Bombard est devenu citoyen américain en 1942 et a servi dans l'armée américaine pendant la Seconde Guerre mondiale. Leila est morte en 1945 des suites d'une grave maladie mentale qui l'avait confinée à l'hôpital. Après la guerre, Bomhard a étudié au Teachers College de l'université Columbia, où il a  obtenu sa maîtrise en 1947. Cependant, il n’a pas fait une carrière d’enseignant. Au lieu de cela, il a formé une petite troupe d'opéra professionnelle nommée Opera for College (rebaptisée plus tard New Lyric Stage). Cette troupe a voyagé à travers l'Est des États-Unis pour se produire dans des collèges qui n'avaient pas de département d'opéra propre. Il a également composé de la musique de scène pour les productions théâtrales régionales de Margo Jones et a été compositeur-arrangeur pour le Philharmonic Piano Quartet,.

## Carrière à l'opéra
En 1949, Fletcher Smith, qui avait étudié avec Bomhard à Juilliard et dirigeait alors le département de chant à l'Université de Louisville, l'a invité à produire un opéra qui serait interprété par les étudiants de l'université. Bombard a choisi Les Noces de Figaro, qui remporta un grand succès. Bomhard revint en 1950 et 1951 pour produire The Old Maid and the Thief (en)  de Menotti et Gianni Schicchi de Puccini. Leur succès faisant suite à celui des Noces de Figaro le conduisit à dissoudre sa troupe New Lyric Stage et à s'installer à Louisville, où lui et un groupe d'habitants fondèrent la Kentucky Opera Association en 1952. Appelée plus tard Kentucky Opera, elle fut la première compagnie d'opéra professionnelle de la ville (et la douzième compagnie d'opéra régionale des États-Unis),.
Il a rapidement formé un partenariat avec l'orchestre de la Louisville Philharmonic Society pour que la jeune compagnie produise et enregistre cinq nouveaux opéras en anglais commandés par celui-ci. L'un d'eux est The Transposed Heads (en) de Peggy Glanville-Hicks, créé en avril 1954 sous la direction de Bomhard. Celui-ci a traduit en allemand le livret de Transposed Heads pour une éventuelle représentation en Allemagne. Glanville-Hicks pensait qu'il ressemblait à John Barrymore. Ils devinrent amants et voyagèrent ensemble en Europe au cours de l'été 1954. Glanville-Hicks a mis fin à leur liaison l'été suivant. Dans sa lettre du 8 août 1955, elle lui reproche d'être moins amoureux d'elle qu'elle de lui, ainsi que son badinage avec la soprano qui avait créé le rôle de Sita dans Transposed Heads,.
Hormis les années 1960-1961, lorsqu'il prit un congé pour travailler à l'Opéra d'État de Hambourg, Bomhard dirigea le Kentucky Opera sans interruption jusqu'à sa retraite en 1982. Dans les premières années de la compagnie, alors qu'elle disposait d'un budget annuel de seulement 10 000 $ pour produire trois opéras, Bomhard dirigeait non seulement les représentations, mais était également metteur en scène et répétiteur et concevait et aidait à construire les décors. Il s'est aussi rendu à New York pour repérer de jeunes chanteurs très prometteurs mais ne bénéficiant pas encore de salaires élevés. Il a amené Tatiana Troyanos, 26 ans, au Kentucky Opera pour chanter sa toute première Carmen en 1964. Dans les années 1960 et au début des années 1970, Bomhard  enseignait à l'école de musique de l'Université de Louisville, produisait un opéra par an pour le Memphis Opera Theatre du Tennessee et produisait et animait deux séries culturelles pour la télévision et la radio de Louisville WAVE (en),.

## Dernières années

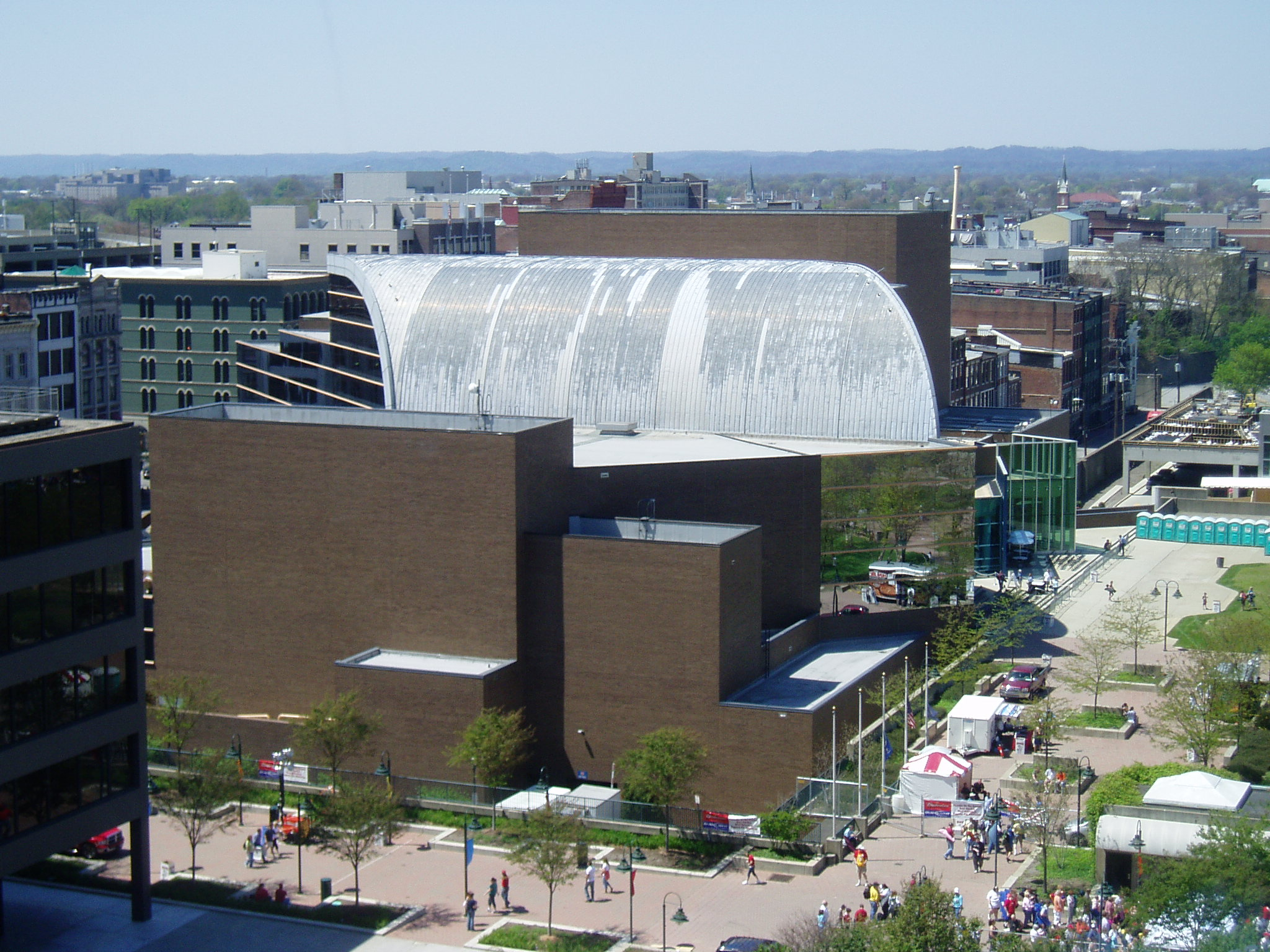
Le Kentucky Center en 2007.

En 1963, Bombard a épousé la mezzo-soprano Charme Riesley. Elle avait chanté Chérubin dans sa production de 1949 des Noces de Figaro à Louisville et s'est produite avec le Kentucky Opera avant et après leur mariage. Elle est apparue dans Ariadne auf Naxos en décembre 1981, la dernière production de Bombard pour la compagnie, et en 1983 l'a accompagné à l'ouverture du Kentucky Center for the Arts, dont le théâtre Moritz von Bomhard a été nommé en son honneur. Charme est morte en 1984 à 55 ans, des suites d'une longue maladie. Selon l'Encyclopédie de Louisville, sa mort fut « un coup dur dont il ne s'est jamais vraiment remis ». En 1994, Bomhard a quitté Louisville pour l'Europe pour se rapprocher de ses seuls parents restants, une nièce et un neveu. Il s'est installé en janvier 1995 à Salzbourg, en Autriche, où il est mort le 23 juillet 1996 à 88 ans. Il est enterré dans la tombe de la famille Von Bombard à Munich,,.